# Dan Gilbert
Daniel Gilbert (nascido em 17 de janeiro de 1962) é um empresário e investidor bilionário americano. Ele é o co-fundador da Quicken Loans, fundador da Rock Ventures e proprietário do Cleveland Cavaliers da National Basketball Association. Gilbert é dono de várias franquias esportivas, incluindo o Cleveland Monsters da American Hockey League e o Canton Charge da G-League. Ele opera a Rocket Mortgage FieldHouse em Cleveland, Ohio, lar dos Cavaliers e dos Monsters. Gilbert é o presidente da JACK Entertainment (anteriormente Rock Gaming), que abriu seu primeiro Horseshoe Casino (agora JACK Cleveland Casino) no centro de Cleveland em maio de 2012. Em março de 2021, seu patrimônio líquido era de $ 57,3 bilhões, a 21ª pessoa mais rica do mundo.

## Infância e educação
Gilbert nasceu em uma família judia em Detroit, Michigan. Ele cresceu em Southfield, Michigan, onde estudou na Southfield-Lathrup High School. Ele obteve seu diploma de bacharel pela Universidade Estadual de Michigan e um Juris Doctor pela Wayne State University Law School, e é membro da Ordem dos Advogados do Estado de Michigan. Enquanto estava na faculdade, ele obteve uma licença de corretor imobiliário e, enquanto estava na faculdade de direito, trabalhou meio período na agência imobiliária de seus pais, a Century 21 Real Estate.

## Carreira de negócios

### Quicken Loans
Gilbert fundou a Rock Financial em 1985 com seu irmão mais novo, Gary Gilbert. A empresa tornou-se uma das maiores credoras hipotecárias independentes dos Estados Unidos. No final da década de 1990, a empresa lançou sua estratégia de internet e rapidamente se posicionou como o credor hipotecário direto on-line de crescimento mais rápido. No quarto trimestre de 2017, a empresa se tornou o maior credor hipotecário de varejo em volume nos Estados Unidos.
Gilbert permaneceu na empresa como CEO. Em 2000, a fabricante de software Intuit Inc. comprou a Rock Financial. Ela renomeou a operação nacional da web para Quicken Loans e cresceu substancialmente como o provedor líder de empréstimos imobiliários diretos ao consumidor na Internet, oferecendo hipotecas em todos os 50 estados americanos. Em 2002, ele liderou um pequeno grupo de investidores privados que comproua Quicken Loans e sua empresa de títulos nacional afiliada, Title Source, da Intuit. Gilbert continua a atuar como presidente da Quicken Loans.
Em 2007, Gilbert e a cidade de Detroit anunciaram um acordo que mudaria a sede da empresa para o centro de Detroit. A sede ficaria localizada no local do antigo Statler Hotel no Grand Circus Park. A empresa mudou-se oficialmente para lá em agosto de 2010, trazendo com eles 1.700 novos funcionários para a cidade.
Todos os 3.600 membros da equipe com base em Michigan se mudaram para o centro urbano de Detroit no final de 2010. Em 2017, a empresa tinha aproximadamente 17.000 funcionários no centro de Detroit e um total de 24.000 em todo o país.
Em agosto de 2020, A Quicken abriu o capital sob o nome de Rocket Companies e fizeram sua estreia na Bolsa de Valores de Nova York com o símbolo “RKT”. Gilbert ainda continua sendo o proprietário majoritário, controlando 79% das ações da empresa. O enorme aumento do patrimônio líquido de Gilbert durante a pandemia do coronavírus é em grande parte atribuído à abertura de capital de sua empresa.

### Franquias de esportes
- Gilbert se tornou o proprietário majoritário do Cleveland Cavaliers em março de 2005 e realizou uma revisão completa da diretoria, da equipe técnica e dos jogadores.[9] Durante o mandato de Gilbert, os Cavs ganharam seis títulos da Divisão Central (2009, 2010, 2015, 2016, 2017, 2018),[10][11] cinco títulos da Conferência Leste (2007, 2015, 2016, 2017, 2018)[12] e um título da NBA (2016) que terminou a maldição de 52 anos dos esportes de Cleveland.[13] Também em 2016, o Cleveland Monsters ganhou o prêmio principal da AHL - a Calder Cup - dando a Gilbert dois títulos em oito dias.[14]
- Em 2007, Gilbert comprou a franquia da American Hockey League, Utah Grizzlies, a levou para Cleveland e rebatizou-a de Lake Erie Monsters (agora Cleveland Monsters).[15][16]
- Em 2011, Gilbert comprou o New Mexico Thunderbirds da G-League e os mudou para Canton, Ohio (cerca de uma hora de carro ao sul de Cleveland) rebatizando-os de Canton Charge e os tornando afiliados dos Cavaliers.[17]
- No início de 2012, Gilbert tornou-se o novo proprietário do Cleveland Gladiators da Arena Football League.[18]

#### "A carta"
Gilbert recebeu atenção nacional em 8 de julho de 2010, quando o astro de basquete e nativo de Ohio, LeBron James, anunciou que estava deixando os Cavaliers e indo para o Miami Heat em um especial de televisão da ESPN chamado The Decision. Após o especial, Gilbert publicou uma carta aberta (apelidada nacionalmente de "The Letter" como um contraponto a The Decision) aos fãs do Cleveland Cavaliers na qual ele criticou fortemente como James fez seu anúncio. Em 12 de julho de 2010, o comissário da NBA, David Stern, multou Gilbert em US $ 100.000 por seus comentários na carta. Gilbert desde então lamentou a carta aberta, que ele escreveu em 45 minutos quando as emoções estavam altas, e ela foi retirada do site da equipe após algumas semanas, mas permaneceu amplamente disponível na Internet. Embora alguns membros da mídia tenham criticado Gilbert por esta carta, muitos fãs do Cleveland Cavaliers o abraçaram por isso e até se ofereceram para pagar a multa. Em vez disso, Gilbert insistiu em doar o dinheiro para instituições de caridade.
Quatro anos depois, quando James optou por encerrar seu contrato com Miami, Gilbert e James se conheceram em particular. Gilbert pediu desculpas a LeBron pela carta aberta, afirmando "LeBron, nós tivemos cinco bons anos juntos e uma noite ruim; como um casamento que é bom e então uma coisa ruim acontece e você nunca mais se fala". James também expressou seu pesar a Gilbert sobre a decisão. Os dois se abraçaram e James posteriormente retornou ao Cleveland Cavaliers dias depois. James explicou sua volta para casa em Cleveland em seu anúncio da Sports Illustrated escrevendo "Eu me encontrei com Dan, cara a cara, de homem para homem. Nós conversamos sobre isso. Todo mundo comete erros. Eu também cometi erros. Quem sou eu para guardar rancor?"
Mais tarde, em 2017, James revisitou a carta, comentando na revista GQ que achava que a carta tinha implicações raciais. E em uma entrevista com a Ininterrupted, James descreveu a carta como desrespeitosa.

### Outros negócios e investimentos
- Gilbert é sócio fundador do grupo de private equity, Rockbridge Growth Equity LLC (RBE). A parceria investe no crescimento de negócios nos setores de serviços financeiros, tecnologia da Internet, marketing direto ao consumidor e nas indústrias de esportes e entretenimento.
- A RBE tem investimentos significativos em Gas Station TV,[26] Robb Report,[27] RapidAdvance,[28] Northcentral University, Protect America, AccountNow, Purchasing Power, Triad Retail Media, One on One Marketing e Connect America.[29]
- Gilbert também é um investidor na Courtside Ventures,[30] um fundo de capital de risco que investe em empresas de tecnologia e mídia em estágio inicial com foco em esportes e é sócio-fundador da Detroit Venture Partners (DVP), uma empresa de capital de risco que financia start-ups e empresas de tecnologia em estágio inicial baseadas principalmente em Detroit. Algumas das empresas em que a DVP investiu incluem LevelEleven,[31] iRule[32] e Marxent Labs.[33][34]
- Além disso, Gilbert fundou recentemente a StockX, uma bolsa de valores para produtos de edição limitada de alta demanda.[35] Gilbert também está investido e envolvido na operação de várias empresas centradas em tecnologia baseadas no consumidor, incluindo Fathead, Veritix, Xenith, StyleCaster e Quizzle.
- Gilbert lançou o Bizdom em 2007. Hoje, esta organização sem fins lucrativos promove o empreendedorismo de tecnologia em Detroit e Cleveland, apoiando provedores de serviços locais, bem como alavancando suas conexões com a Quicken Loans e a Rock Ventures.
- Em novembro de 2009, Gilbert e um grupo de parceiros apoiaram com sucesso um referendo estadual para levar os jogos de cassino às quatro maiores cidades de Ohio. Por meio de uma joint venture com a Caesars Entertainment Corporation, os grupos operam cassinos urbanos em Cleveland e Cincinnati. O primeiro dos cassinos, Horseshoe Cleveland, foi inaugurado em maio de 2012. Em 2013, a Rock Ventures, a entidade guarda-chuva dos investimentos e participações imobiliárias de Gilbert, anunciou que havia formado a Athens Acquisition LLC, uma afiliada da Rock Gaming, e adquiriu a participação majoritária em Greektown Superholdings Inc., proprietário do Greektown Casino-Hotel localizado no centro de Detroit. No final de 2018, Gilbert comprou os dicionários online, Dictionary.com e Thesaurus.com.[36]
- De acordo com o jogador profissional de Call of Duty, Matthew "Nadeshot" Haag,[37] Gilbert fez um investimento multimilionário na equipe de eSports de Nadeshot chamada 100Thieves.

### Iniciativas de Detroit
- Em 2011, Gilbert comprou vários edifícios no centro de Detroit, incluindo o histórico Madison Theatre Building,[38] Chase Tower, Two Detroit Center (estacionamento), Dime Building (renomeado Chrysler House), First National Building e três edifícios menores na Woodward Avenue. Em 2012, Bedrock Detroit comprou o antigo Federal Reserve Bank de Detroit e cinco edifícios menores na Woodward Avenue e Broadway Street, totalizando 630.000 pés quadrados de espaço comercial no centro de Detroit. Em 2013, Bedrock Detroit comprou a torre de escritórios 1001 Woodward, vários edifícios menores no centro da cidade e anunciou, junto com The Downtown Detroit Partnership e o Detroit Economic Growth Group, um plano para revitalizar o núcleo urbano de Detroit.
- Os investimentos imobiliários da Bedrock Detroit no centro de Detroit incluem mais de 90 propriedades (prédios e fachadas de lojas), totalizando 15 milhões de pés quadrados.[39][40]
- Em 2015, ele comprou a Book Tower.[41]
- Em setembro de 2013, Gilbert foi nomeado co-presidente da Força-Tarefa de Remoção de Blight. O grupo, nomeado pela administração Obama, publicou um plano detalhado em maio de 2014 para remover todas as estruturas e terrenos destruídos na cidade de Detroit.[42]
- Gilbert foi citado como líder nas iniciativas de redesenvolvimento do centro de Detroit. Um artigo de 2017 da Político Magazine nomeou Gilbert um dos "11 prefeitos mais interessantes da América", listando-o como se fosse prefeito de Detroit devido ao seu papel no desenvolvimento da cidade.[43]
- Em setembro de 2017, o prefeito de Detroit, Mike Duggan, nomeou Gilbert para liderar um comitê para fazer uma oferta semelhante ao Super Bowl para a gigante do varejo online, Amazon, trazer sua segunda sede norte-americana para Detroit.[44]

## Filantropia e doações políticas
- Em setembro de 2012, Gilbert e sua esposa Jennifer ingressaram no The Giving Pledge, comprometendo-se a doar metade de sua riqueza para a filantropia.[45] Iniciado por Warren Buffett e Bill Gates em 2010, o Giving Pledge é uma campanha para incentivar as pessoas mais ricas do mundo a se comprometerem a doar a maior parte de sua riqueza para causas filantrópicas.
- O filho mais velho de Gilbert nasceu com neurofibromatose.[46] Gilbert estabeleceu duas clínicas de pesquisa em neurofibromatose no Children's National Medical Center (CNMC) em Washington, D.C. e no Dana Children's Hospital no Sourasky Medical Center em Tel Aviv, Israel. Gilbert também atua nos conselhos da Children's Tumor Foundation, da Cleveland Clinic e da Children's Hospital Foundation (uma afiliada da CNMC).
- Em 2015, Gilbert doou $ 750.000 para a candidatura presidencial de Chris Christie.[47]
- Em setembro de 2016, Gilbert doou US $ 5 milhões para a Wayne State University Law School, representando a maior doação na história da faculdade de direito. Em outubro daquele ano, Gilbert também doou US $ 15 milhões para o projeto de renovação do Breslin Center na Universidade Estadual de Michigan.[48]
- Em 2020, os esforços filantrópicos de Gilbert se concentraram em ajudar a cidade durante um ano sem precedentes. Detroit foi atingida de forma incrivelmente dura pela pandemia do coronavírus. Sua empresa equiparou todas as doações de funcionários aos fundos de auxílio ao coronavírus. Ele entendeu que seus funcionários estavam enfrentando extrema pressão para manter o pagamento do aluguel e, portanto, ele renunciou a todas as despesas de aluguel, prédio e estacionamento para todos os inquilinos até o final do ano. As empresas de Gilbert despejaram recursos, infraestrutura, mão de obra e grandes quantias de dinheiro na cidade nos últimos oito meses. Em março, logo no início da pandemia, Gilbert compreendeu rapidamente a gravidade da pandemia iminente e doou US $ 1,2 milhão para ajudar os habitantes de Detroit, pequenas empresas e o sistema de saúde.[49]

## Vida pessoal
Gilbert mora em Michigan com sua esposa Jennifer Gilbert e seus cinco filhos. Sua esposa atua no Gilbert Family Neurofibromatosis Institute no Children's National Medical Center em Washington, D.C. e também atua nos conselhos da ORT America e no Comitê Israelense e Ultramarino da Federação Judaica de Detroit. Foi relatado que em 26 de maio de 2019, Dan Gilbert foi levado ao hospital e tratado de um derrame aos 57 anos.
O filho de Gilbert, AJ Gilbert, fundou uma empresa de branding enquanto estava na faculdade e rapidamente fechou um grande contrato com a Quicken Loans.

## Prêmios e honras
As empresas e franquias de esportes de Gilbert alcançaram os seguintes prêmios sob sua supervisão:

### Quicken Loans
- 16 vezes vencedor do Prêmio de 100 Melhores Empresas para Trabalhar pela Fortune (2005–2017)[54]

### Cleveland Cavaliers
- Campeão da NBA de 2016
- Prêmio ESPY de Melhor Equipe de 2016

### Cleveland Monsters
- Campeão da Calder Cup de 2016